# Monumentul Victimelor Comunismului

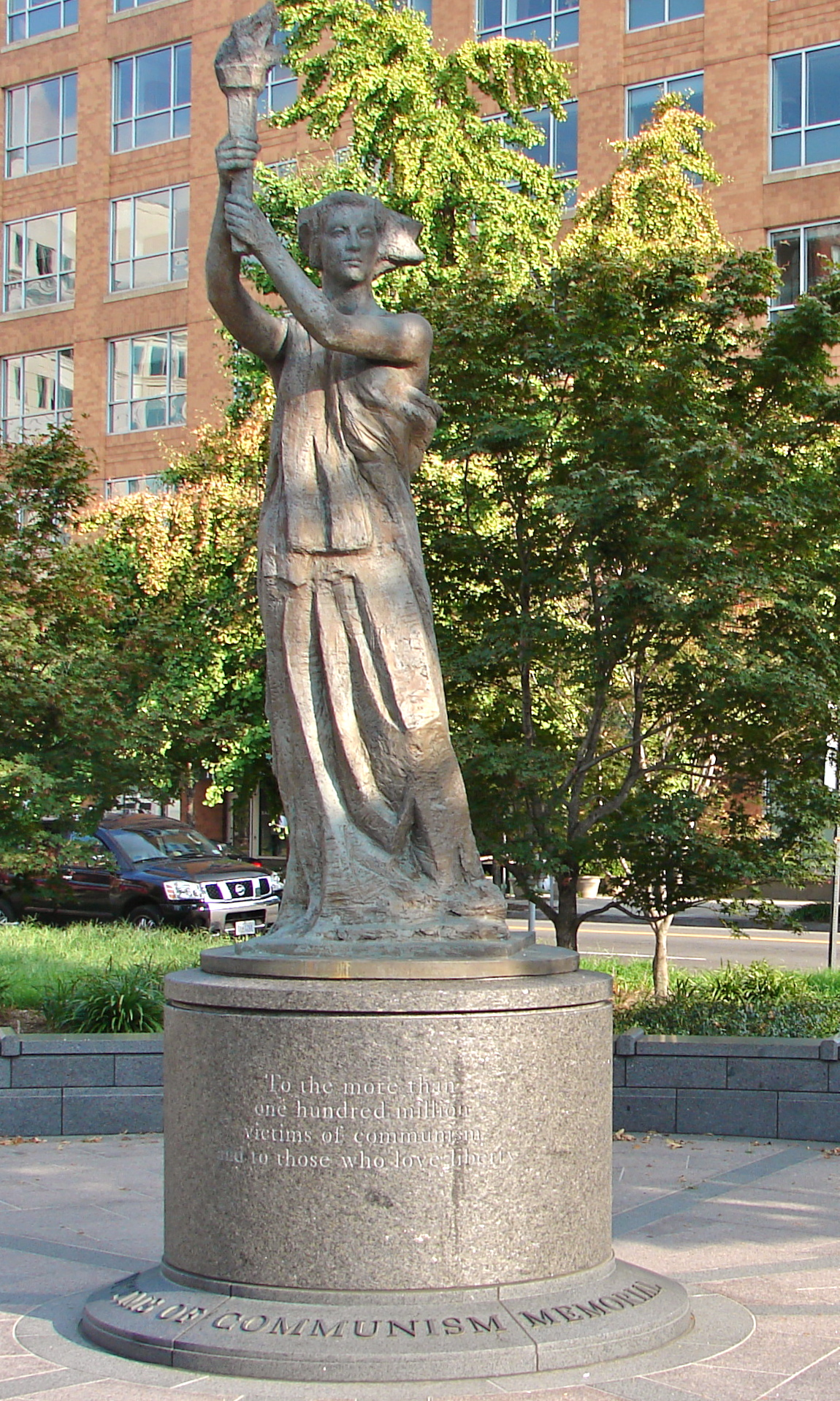
Monumentul Victimelor Comunismului

Monumentul Victimelor Comunismului este un monument memorial care a fost ridicat în orașul Washington, capitala Statelor Unite, la intersecția dintre Massachussets Avenue, New Jersey Avenue și strada G. NW. Monumentul este o replică a statuii zeiței Democrației care a fost ridicată de studenții chinezi în Piața Tiananmen din Beijing, în timpul demonstațiilor de protest din 1989. Monumentul are scopul de a comemora cele peste 100 milioane de victime ale comunismului.

## Elemente inițiale
După căderea regimurilor comuniste din Europa de Est și din fosta Uniune Sovietică legiuitorii din Statele Unite ale Americii au considerat oportună ridicarea unui memorial al victimelor comunismului. În Camera Reprezentanților propunerea pentru legislația necesară a fost supusă de congressman-ul Dana Tyron Rohrabacher (Republican) din California, membru al Comitetului pentru Relații Internaționale a camerei. În paralel, o propunere similară a fost prezentată în Senat de senatorul Clairborne Pell (Democrat) din statul Rhode Island, președintele Comisiei de Relații Externe a Senatului și de senatorul Jesse Helms (Republican) din statul North Carolina, fost președinte al aceleiași comisii. Legea de autorizare a construcției Memorialului Victimelor Comunismului a fost votată în unanimitate de ambele camere la 17 decembrie 1993 și a fost semnată de președintele Bill Clinton, Din cauza întârzierilor în obținerea diferelor aprobări, la 21 octombrie 1998 durata de valabilitate a autorizației Congresului a fost extinsă până la 17 decembrie 2007.
Legislația mai prevedea obligativitatea de creare a unei entități care să aibă sarcina de a coordona executarea monumentului și întreținerea lui ulterioară. În acest scop a fost înființată Fundația pentru Memorialul Victimelor Comunismului.

## Concepte de bază
| Țara                        | Anii      | Victime Zeci de oameni |
| --------------------------- | --------- | ---------------------- |
| Afganistan                  | 1978-1987 | 228                    |
| Albania                     | 1944-1987 | 100                    |
| Angola                      | 1975-1987 | 125                    |
| Bulgaria                    | 1944-1987 | 222                    |
| Cambodia (Khmer Rouge)      | 1975-1979 | 2.035                  |
| Cambodia (Samrin)           | 1979-1987 | 230                    |
| Republica Populară Chineză  | 1949-1987 | 61.911                 |
| Cuba                        | 1959-1987 | 73                     |
| Cehia și Slovacia           | 1948-1987 | 65                     |
| Etiopia                     | 1974-1987 | 725                    |
| Republica Democrată Germană | 1948-1987 | 70                     |
| Grenada                     | 1983      | 0,1                    |
| Ungaria                     | 1948-1987 | 27                     |
| Coreea de Nord              | 1948-1987 | 1.663                  |
| Laos                        | 1975-1987 | 56                     |
| Mongolia                    | 1926-1987 | 100                    |
| Mozambic                    | 1975-1987 | 198                    |
| Nicaragua                   | 1979-1987 | 5                      |
| Polonia                     | 1948-1987 | 22                     |
| România                     | 1948-1987 | 435                    |
| Uniunea Sovietică           | 1917-1987 | 35.236                 |
| Vietnam                     | 1945-1987 | 1.670                  |
| Yemen, ambele state         | 1967-1987 | 1                      |
| Iugoslavia                  | 1944-1987 | 1.073                  |
| Subtotal                    | 1917-1987 | 106.267                |
| Guerille comuniste          | 1944-1987 | 4.019                  |
| Total general               | 1917-1987 | 110.286                |

Înainte de a trece la proiectarea monumentului. comitetul de conducere a considerat necesar să definească ideile pe care monumentul trebuie să le transmită. Evident, funcțiunea de bază era cea de comemora victimele regimurilor comuniste din diferite țări ale globului unde au fost la putere regimuri comuniste, precum și victimelor trupelor de guerilla comuniste din alte țări. După datele fundației, numărul acestor victime este de 110.286.
Pe lângă acest rol principal, specialiștii fundației au considerat că este necesar ca monumentul să și reflecte caracterul intrinsec rău al comunismului. Din punct de vedere practic, comunismul reprezintă experimentul socio-politic făcut pe scara cea mai largă din istoria omenirii. Comunismul a fost un test gigantic de Marxism-Leninism care a cuprins 23 de țări de pe trei continente, având culturi, religii, rase și istorii diferite. În toate aceste condiții diverse, comunismul a constituie un eșec de proporții imense. Viețile omenești pierdute reprezintă doar o parte a costului uman al comunismului. La acestea trebuie adăugate viețile distruse ale multora din cei care au supraviețuit comunismului. Cu toate acestea. mai există, atât în Statele Unite, cât și în alte țări, intelectuali care consideră eșecul comunismului nu demonstrează suficient aberația Marxismului și care încearcă în diferite moduri să reînvie ideea unei variante raționale a acestei ideologii. De aceea, fundația consideră că un scop de importanță deosebită al monumentului, este cel de a educa generațiile viitoare în istoria tiraniei comuniste. Unii membri ai fundației își amintesc de modul în care fostul președinte al Statelor Unite, Ronald Reagan, definea comunismul și anticomunismul:
„Cum poți recunoaște un comunist? Este cineva care citește ce au scris Marx și Lenin. 
 Cum poți recunoaște un anti-comunist? Este cineva care înțelege ce au scris Marx și Lenin.”—Ronald Reagan

## Proiectul Monumentului
Pentru proiectarea monumentului au fost luate în considerare diferite imagini care ar fi putut evoca comunismul și represiunea sa. Printre acestea au fost:
- un gard de sârmă ghimpată, simbolizând lagărele din sistemul GULAG;
- o ambarcație de tipul celor folosite de fugarii din Vietnam;
- o replică a Porții Brandenburg din Berlin, simbolizând separarea dintre regimul comunist și lumea liberă;
- un câmp de cranii simbolizând câmpiile ucigașe din Cambogia.

În cele din urmă fundația a reținut comisia ca simbol, statuia Zeiței Democrației, care fusese creată de studenții de la Facultatea de Arte Frumoase din Beijing și ridicată , în ziua de 30 mai 1989 de studenții chinezi în timpul protestelor din Piața Tiananmen din Beijing, proteste care au fost violent reprimate de autoritățile comuniste. Statuia Zeiței Democrației, inspirată de Statuia Libertății din New York, fusese fasonată din ipsos și ajunsese să fie considerată un simbol al mișcării revendicative a studienților. Ea a fost distrusă în piața Tiananmen, în cursul represiunii. Deși autoritățile chineze neagă aceste cifre, numărul morților din cauza represiunii este estimat la 3.000 – 5.000 iar numărul răniților la peste 30.000.
Masacrul din Piața Tiananmen a fost, de altfel, considerat un simbol reprezentativ și în alte părți ale lumii, un monument comemorativ fiind ridicat în orașul Wroclaw din Polonia.
Statuia de bronz a fost realizată de sculptorul american Thomas Marsh. Statuia va sta pe un piedestal de granit de un metru înălțime. Pe sol, de la statuie vor pleca 10 raze negre, fiecare reprezentând zece milioane de victime ale comunismului. Una din inscripțiile de pe soclul statuii va avea textul „Celor peste 100 de milioane de victime ale comunismului și celor care iubesc libertatea.”
În același timp au continuat și acțiunile pentru aprobarea proiectului. Conform reglementărilor în vigoare trebuiau obținute aprobări de la Comisia de Sistematizare a Capitalei , de la Comisia pentru Arte Frumoase și de la Comisia Memorialelor din Capitală. Aprobările se obțin separat, întâi pentru amplasament și apoi pentru proiectul monumentului. 

## Inaugurarea începerii lucrărilor
Lucrările au început la 27 septembrie 2006 iar monumentul a fost inaugurat de președintele Statelor Unite George W. Bush pe 12 iunie 2007, la cea de a 20-a aniversări a discursului președintelui Ronald Reagan la Poarta Brandenburg, în care îi cerea lui Mihail Gorbaciov să dărâme zidul Berlinului. La ceremonie au participat ambasaborii și personalul ambasadelor Poloniei, Republicii Cehe, Latviei, Letoniei, Estoniei și Republicii China (Taiwan). Dintre absențele la ceremonie este de remarcat cea a Ministrului de Externe al României, Adrian Cioroianu, care la acea dată se afla la Washington. 